# Diadelia x-fuscoides
Diadelia x-fuscoides là một loài bọ cánh cứng trong họ Cerambycidae.